# Trivago
Trivago est une entreprise allemande dont l'activité principale est la gestion d'un comparateur d’hôtels sur Internet.

## Historique
Trivago est fondé en 2005 à Düsseldorf en Allemagne par Malte Siewert, Peter Vinnemeier, et Rolf Schrömgens qui sont partis du constat suivant : pour un même hôtel aux mêmes dates, le prix peut différer selon le site de réservation (Booking, Expedia, Agoda, etc.) Ils ont donc créé Trivago afin de comparer plus facilement les offres de prix disponibles sur internet. Le nom Trivago provient de « trip » (« voyage » en anglais), « vacation » (« vacances ») et « go » (« aller »).
En 2007, Trivago s'étend en Europe avec les plateformes France, Espagne et Royaume-Uni ; en 2009 les premières plateformes non-européennes sont disponibles aux États-Unis, en Chine, au Japon, au Brésil et au Mexique. En 2013 le groupe américain Expedia rachète 60 % des parts de Trivago pour un montant de 477 millions d'euros et en devient l'actionnaire majoritaire. En 2015, Trivago exploite 55 plateformes internationales développées dans 33 langues ; chaque mois, 120 millions d'utilisateurs utilisent Trivago pour rechercher un hôtel.

## Principe de fonctionnement

### Du point de vue de l'utilisateur
Pour trouver un hôtel sur Trivago, l'utilisateur tape sa destination dans la barre de recherche et renseigne ses dates de séjour ; il peut préciser son budget, le nombre d'étoiles, et les équipements que l'hôtel doit comporter. Apparaissent alors une sélection d'hôtels correspondant à ses critères de recherches avec, pour chacun d'eux, les différents prix proposés par les agences de voyages en ligne (Booking, Expedia, Venere.com, Hotels.com, Jovago.com, etc.). L'utilisateur doit cliquer sur l'offre qui lui convient afin d'être redirigé vers le site de l'agence de voyages pour réserver s'il le souhaite. Lorsque Trivago redirige un utilisateur vers le site d'une agence de voyage, cette dernière rémunère Trivago pour cette redirection sans ajouter cette somme à la facture de l'utilisateur. Il s'agit d'un modèle de rémunération au CPC (Coût Par Clic).
Afin de renseigner les utilisateurs concernant les hôtels, Trivago agrège 180 millions de notes de voyageurs et 15 millions de photos provenant des agences de voyages en ligne, des sites d'avis de voyageurs, et des hôteliers eux-mêmes.

### Utilisation par les hôteliers
Les hôteliers peuvent utiliser le portail Trivago Hotel Manager, afin de contrôler leur fiche-hôtel sur Trivago ; grâce à cet outil, les hôteliers peuvent mettre en ligne les photos de leurs hôtels, ajouter et traduire des descriptions, indiquer les services disponibles, et consulter les statistiques de leur établissement sur Trivago.

### Trivago Hotel Price Index
Le Trivago Hotel Price Index (tHPI) est un indice économique du marché de l'hôtellerie en ligne. Chaque mois, le tHPI indique le prix moyen d'une nuit d'hôtel en chambre double standard dans chacune des 50 métropoles européennes. Éditées en début de mois, les informations contenues dans le tHPI au moment de sa publication correspondent aux prix des nuitées du mois courant.

### Pratiques commerciales et démêlés judiciaires
En Australie, Trivago est inculpé pour tromperie pour avoir orienté  les consommateurs non sur les prix les plus intéressants, mais vers les sites qui lui procuraient la marge la plus importante. Entre 2013 et 2018, 400 000 infractions de ce type ont été relevées.

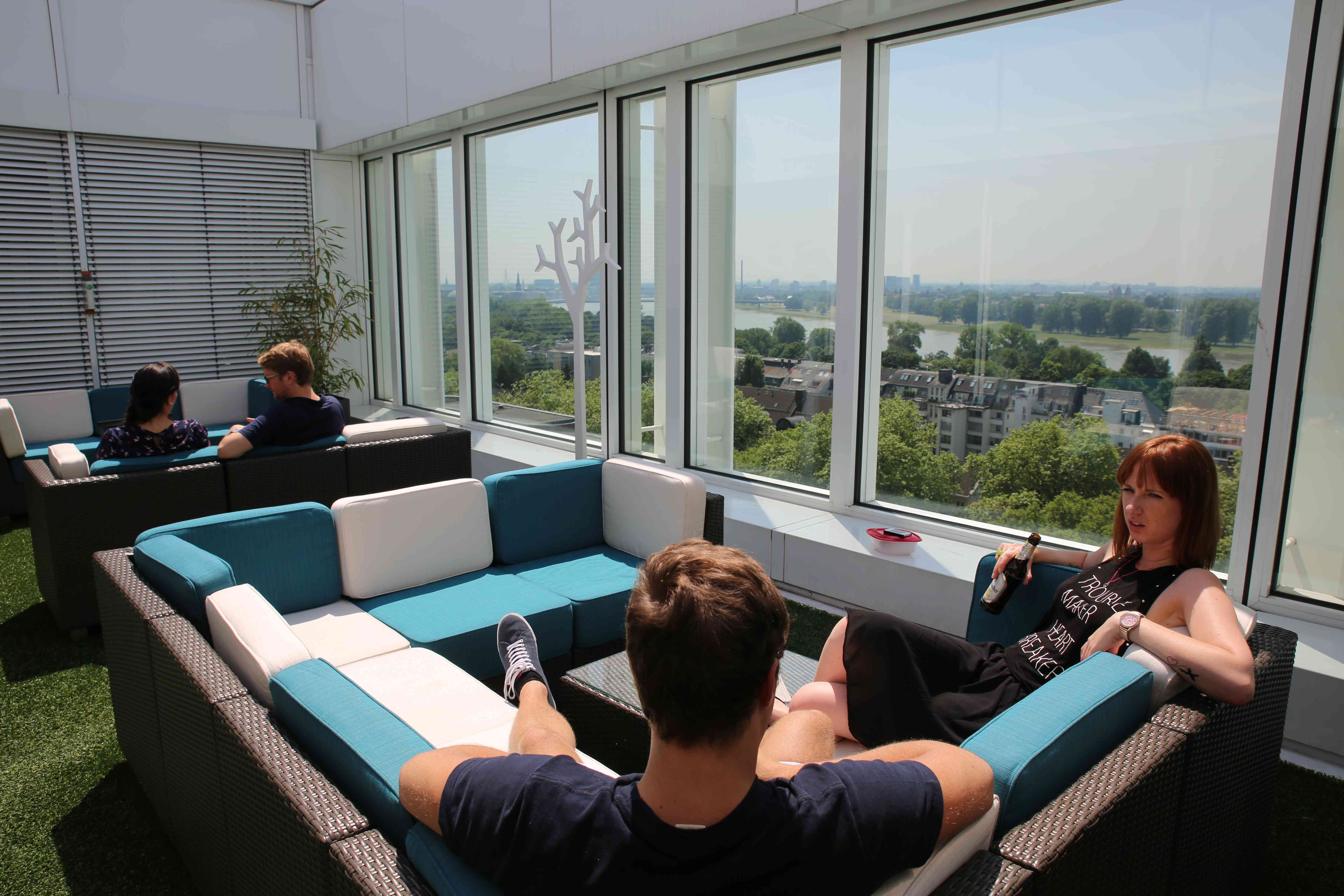
Une vue du siège social en 2013.

## Organisation
Les 950 employés de l'entreprise sont répartis sur trois sites : le siège social de Düsseldorf, le Centre de Recherche de Leipzig en Allemagne, et les bureaux de Majorque ouverts en 2013.

### Dirigeants
- Rolf Schrömgens : Développement International
- Malte Siewert : Ventes, Finance et Développement Commercial
- Peter Vinnemeier : Technologie
- Andrej Lehnert : Produit
- Johannes Thomas : Relations Hôteliers